# Steve Lillywhite

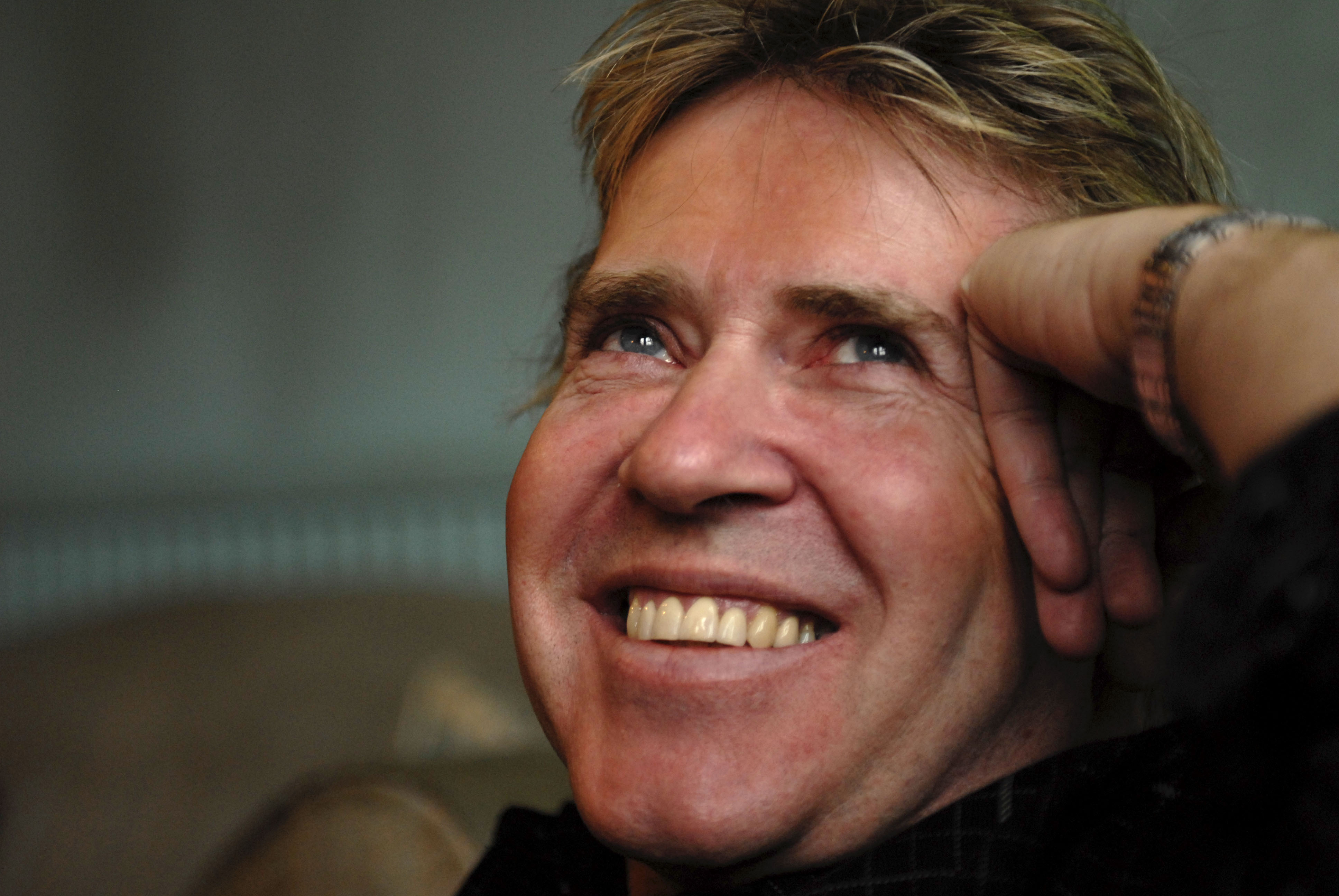
Steve Lillywhite

Steve Lillywhite (1955) is een Engelse muziekproducent.
Lillywhite begon zijn carrière in de muziekwereld in 1972 als tape operator bij Polygram. Daar produceerde hij een demo voor de band Ultravox: dit had een platencontract bij Island Records tot gevolg voor de band. Al snel kon ook Lillywhite aan de slag bij Island Records, hij werd staff producer. Met tot gevolg dat hij met vele new wave-artiesten kwam te werken.
In 1980 produceerde Lillywhite Peter Gabriels album Peter Gabriel (ook bekend onder de namen III en Melt). In datzelfde jaar produceerde hij ook het album Boy voor de tot dan toe nog onbekende Ierse band U2. In een later stadium zou Steve ook nog de albums October, War en Achtung Baby van U2 produceren.

## Discografie
- Blue October - Approaching Normal
- The Adventure Babies — Laugh
- Joan Armatrading — Walk Under Ladders
- Big Country — The Crossing, Wonderland en Steeltown
- Chris Cornell — Carry On
- Counting Crows — Hard Candy
- Crowded House - Time on Earth
- Marshall Crenshaw — Field Day
- Crossfire Choir — Crossfire Choir
- Darius Danesh — Dive In
- Dark Star — Twenty Twenty Sound
- Elwood - The Parlance of Our Time
- Climie Fisher — some songs from Everything
- Peter Gabriel — III or Melt
- Guster — Lost and Gone Forever
- The La's — The La's
- Annifrid Lyngstad (Frida) — Shine
- The Killers - Een aantal nummers op Battle Born
- Kirsty MacColl — Kite, Electric Landlady, Galore
- Dave Matthews Band — Under the Table and Dreaming, Crash, Before These Crowded Streets, The Lillywhite Sessions (onofficieel)
- Morrissey — Vauxhall and I, Southpaw Grammar, Maladjusted
- Jason Mraz — Mr. A-Z
- Penetration — Coming Up for Air
- Phish — Billy Breathes
- The Pogues — If I Should Fall From Grace with God, Peace and Love
- Psychedelic Furs — The Psychedelic Furs, Talk Talk Talk
- Tom Robinson - "Sector 27"
- The Rolling Stones — Dirty Work
- She & Him Volume One (2008)
- Simple Minds — Sparkle in the Rain
- Siouxsie & The Banshees — The Scream
- Switchfoot — Oh! Gravity
- The Smiths — mixed the "Ask" single (The World Won't Listen)
- Talking Heads — Naked
- Thompson Twins — Set
- Johnny Thunders — So Alone
- Toyah — The Changeling
- Travis — Good Feeling
- U2 — Boy, October, War, How to Dismantle an Atomic Bomb, een aantal nummers op The Joshua Tree, Achtung Baby, All That You Can't Leave Behind en No Line On The Horizon.
- Ultravox — Ultravox!, Ha!-Ha!-Ha!
- World Party — Bang!
- XTC — Drums and Wires, Black Sea
- Matchbox Twenty — Exile On Mainstream

Bono · The Edge · Adam Clayton · Larry Mullen jr.